# Jarosław Bako
Pour les articles homonymes, voir Bako.
Jaroslaw Bako est un footballeur international polonais né le 12 août 1964 à Olsztyn. Il évoluait au poste de gardien de but.

## Biographie

### En club
Jarosław Bako évolue en Pologne, en Turquie, et en Israël. 
Il dispute 275 matchs en première division polonaise, 111 matchs en première division israélienne, et 52 matchs en première division turque. Son palmarès est constitué d'un titre de champion de Pologne et d'un titre de champion de Turquie.
Au sein des compétitions européennes, il joue sept matchs en Coupe d'Europe des clubs champions, et quatre en Coupe de l'UEFA.

### En équipe nationale
Jarosław Bako reçoit 35 sélections en équipe de Pologne entre 1988 et 1993.
Il joue son premier match en équipe nationale le 1er juin 1988, en amical contre l'Union soviétique (défaite 2-1 à Moscou).
Il participe avec la Pologne aux éliminatoires du mondial 1990 (cinq matchs), aux éliminatoires de l'Euro 1992 (un match), et enfin aux éliminatoires du mondial 1994 (six matchs).

## Palmarès
- Champion de Pologne en 1991 avec le Zagłębie Lubin
- Vice-champion de Pologne en 1990 avec le Zagłębie Lubin
- Champion de Turquie en 1992 avec Beşiktaş
- Vice-champion de Turquie en 1993 avec Beşiktaş
- Finaliste de la Coupe de Turquie en 1993 avec Beşiktaş